# 조니 매드 독
조니 매드 독(Johnny Mad Dog)은 프랑스에서 제작된 장 스테파네 소바르 감독의 2008년 드라마, 전쟁 영화이다. 브누아 조베르 등이 제작에 참여하였다.
이 영화는 제2차 라이베리아 내전 당시 소년병 전투 그룹의 이야기를 들려준다.

## 제작진
- 공동제작: Elisa Larriere
- 공동제작: 제네비에브 리말
- 공동제작: 장 스테파네 소바르
- 음향: 알렉시스 플레이스